# Airbus A300
El Airbus A300 es el primer avión construido de la compañía Airbus y diseñado para ser un avión comercial de reacción, bimotor y de fuselaje ancho. Entre 1974 y julio de 2007 fueron fabricados un total de 843 A300. Basándose en el Airbus A300 se desarrolló un modelo con menor longitud y con mayor alcance, el Airbus A310, y durante los años 1990 sirvió como base para el desarrollo del más moderno Airbus A330.

## Introducción
El A300 fue el primer avión de pasajeros de fuselaje ancho bimotor del mundo. Inspiró algunos bimotores de Boeing como el B767 o el B777, y allanó el camino para los vuelos ETOPS.

## Trasfondo
Llegar a ser uno de los mayores fabricantes de aeronaves en un plazo de unos 30 años requiere algo más que "nervio", una nueva forma de ver el mercado. A pesar de que las compañías que integraban el consorcio Airbus eran viejos conocidos de la aeronáutica, Airbus era una desconocida.
Airbus prestó atención a las necesidades de los pasajeros y de las aerolíneas. Había un hueco que podían cubrir: una aeronave de corto a medio alcance que tuviera la rentabilidad de un bimotor y suficiente capacidad para llevar de 250 a 300 pasajeros. El precio de venta debía ser inferior que el de cualquier competidor.

## Tecnología
Airbus empleó la última tecnología disponible, de las cuales algunas provenientes del Concorde. Cuando entró en servicio en 1974 el A300 era técnicamente muy avanzado, y tuvo gran influencia en los diseños posteriores de aviones subsónicos. Las novedades tecnológicas eran:
- Alas mejoradas diseñadas por De Havilland (posteriormente BAe Systems) con:
  - Sección supercrítica de las superficies de control para una eficiencia económica excelente.
  - Controles de vuelo aerodinámicamente eficientes mejorados.
- Fuselaje circular de 5,64 m de diámetro, que permite 8 pasajeros por fila.
- Estructuras de fibra metálicas, por lo que se reduce el peso.
- Alto grado de automatización, por lo que se requiere la intervención del ingeniero de vuelo solo en caso de emergencia.
- Piloto automático avanzado, que puede dirigir la aeronave desde el ascenso hasta el aterrizaje.

Más tarde se introdujeron las siguientes mejoras:
- Reducción de la tripulación a 2 personas gracias a la automatización de las labores del ingeniero de vuelo (desarrollado a petición de Garuda Indonesia).
- Uso intensivo de los materiales compuestos.
- Instrumentos de navegación electrónicos.
- Control del centro de gravedad mediante el trasvase de combustible entre los depósitos.
- Primer avión en usar Wingtip para mejorar la aerodinámica.
- Controles de vuelo sensibles para facilitar el control (Causa del accidente del Vuelo 587 de American Airlines)

Todo esto convirtió el A300 en el perfecto sustituto de los antiguos aviones de fuselaje ancho trirreactores, como el McDonnell Douglas DC10 o el Lockheed Tristar para rutas de medio alcance. En las primeras versiones del avión, Airbus incluso usó los mismos motores que el DC10. Las aerolíneas asiáticas usaron el A300 como complemento de sus trimotores en estas rutas.

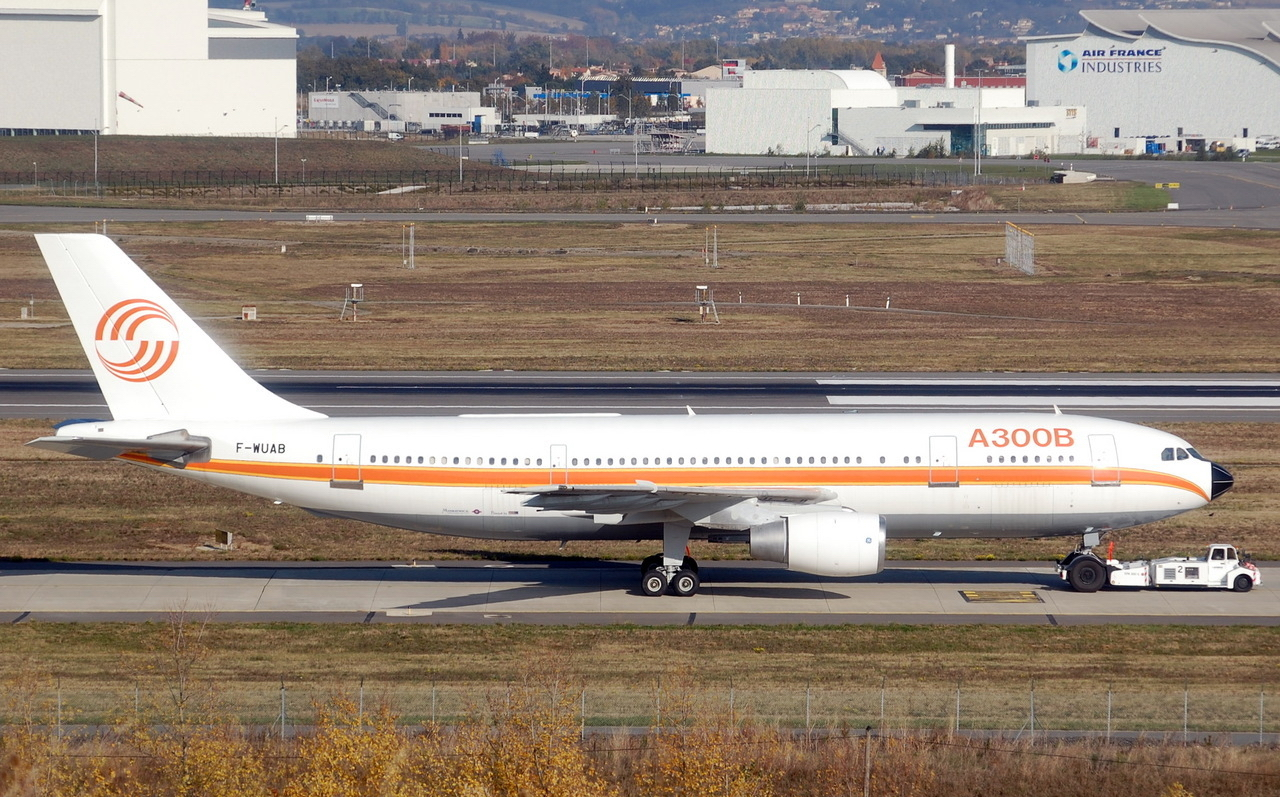
Prototipo del Airbus A300 en Toulouse

### En servicio
Después del lanzamiento, las ventas del A300 fueron pocas durante algunos años, siendo la mayor parte de los pedidos provenientes de aerolíneas que tenían la obligación de comprar productos locales (especialmente Air France y Lufthansa). En cierto momento, debido a la crisis del petróleo, Airbus tuvo 16 unidades sin vender, aparcadas con el fuselaje todo blanco esperando comprador.
En 1977 Eastern Airlines se interesó por el modelo y alquiló cuatro A300 para probar como se adaptarían a sus rutas y a su flota, hasta ese momento compuesta exclusivamente por modelos americanos. Posteriormente compró 23, y desde entonces el A300 se vendió en gran cantidad, hasta alcanzar la cifra actual de 843 ejemplares fabricados.

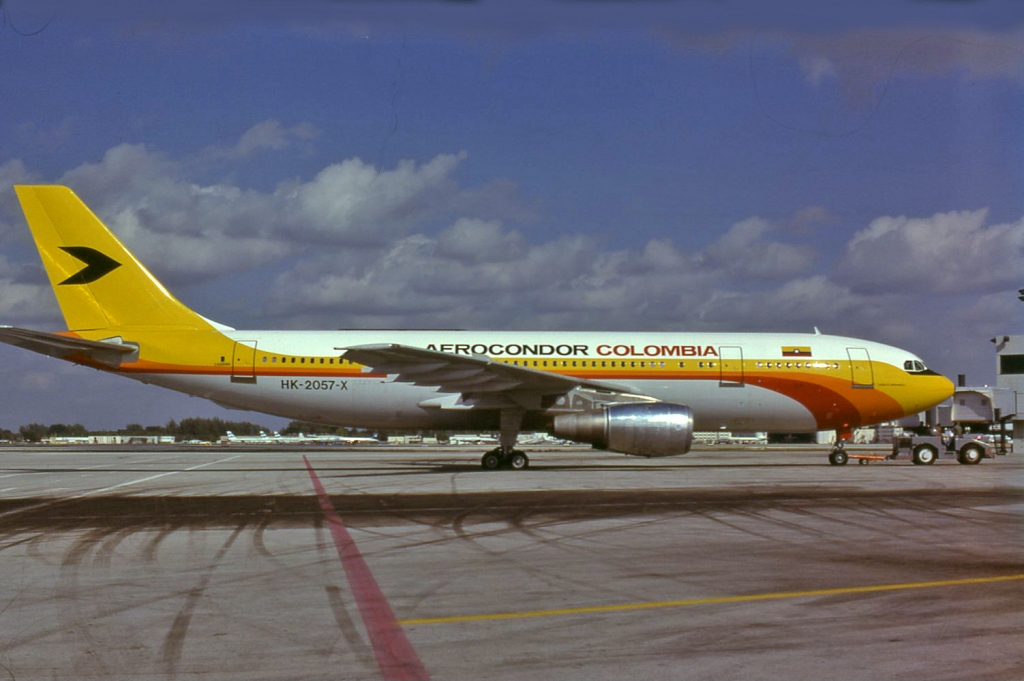
A300B4-2C de Aerocondor, 1978 en el Aeropuerto Internacional de San Francisco

También en el año 1977, Aerocondor Colombia recibió como primera aerolínea en Latinoamérica, un Airbus. El avión con el número de construcción MSN 029 fue matriculado como HK-2057 y bautizado con el nombre de “Ciudad de Barranquilla”. Aerocondor exhibió, con vuelos de demostración, el nuevo avión en el mercado latinoamericano y al mismo tiempo se realizaron pruebas, con despegues en Bogotá y La Paz que simulaban la falla de un motor, para comprobar el rendimiento del A300 en aeropuertos situados a gran altura. Esto con el auspicio de la entidad francesa CEV Centre d'essais vol, encargada de homologar y calificar las aeronaves civiles. Puesto en servicio el 15 de diciembre de 1977, la aerolínea operó el Airbus A300B4-2C en sus  rutas hacia Miami que se originaban desde Barranquilla, Bogotá y Medellín. A principios de 1978, Aerocondor efectuó una serie de vuelos charters. En el primer vuelo entre La Habana y San Diego (California), al aterrizar el Airbus A300, se paralizó el aeropuerto, pues este tipo de avión era totalmente desconocido. Hubo gran despliegue de televisión y otros medios, por la novedad del avión, el cual fue el primer Airbus en operar en la costa Oeste de los Estados Unidos, ya que la otra aerolínea en operar este nuevo modelo europeo, la Eastern Airlines, apenas lo estaba introduciendo en sus rutas en la costa Este de aquel país.
Con el tiempo, el avión fue muy usado por las compañías asiáticas. Lo usaron Japan Air System, Thai Airways International, Singapore Airlines, Malaysia Airlines, Garuda Indonesia, China Airlines, PIA, Indian Airlines, Trans Australia Airlines y otras. Como en Asia no rige la normativa ETOPS para los aviones bimotores, estas aerolíneas los usaron para rutas a través del golfo de Bengala y el mar de China meridional. Los australianos lo usaban en rutas nacionales y transcontinentales.
La introducción de las reglas que permitirían a los aviones bimotores volar aquellas largas distancias que antes estaban afuera de sus límites (ETOPS), permitió a Airbus ofrecer el A300 adicionalmente como avión para distancias medias y largas.
El A300 dio a Airbus la experiencia necesaria para fabricar y vender aviones de forma competitiva. El fuselaje del A300 fue posteriormente acortado (A310), alargado (A330 y A340) o modificado (Airbus Beluga). Boeing respondió a este modelo con el B767. De igual, Airbus desarrolló una familia de aviones de fuselaje estrecho, el A320, para competir con los ya establecidos Boeing 737 y McDonnell Douglas DC-9/MD-80.
La versión actual es el A300-600R, que está certificado ETOPS para 180 minutos, siendo esta la mejor versión de la serie, y la última, pues se paró la producción del A300 en julio de 2007.

## Variantes

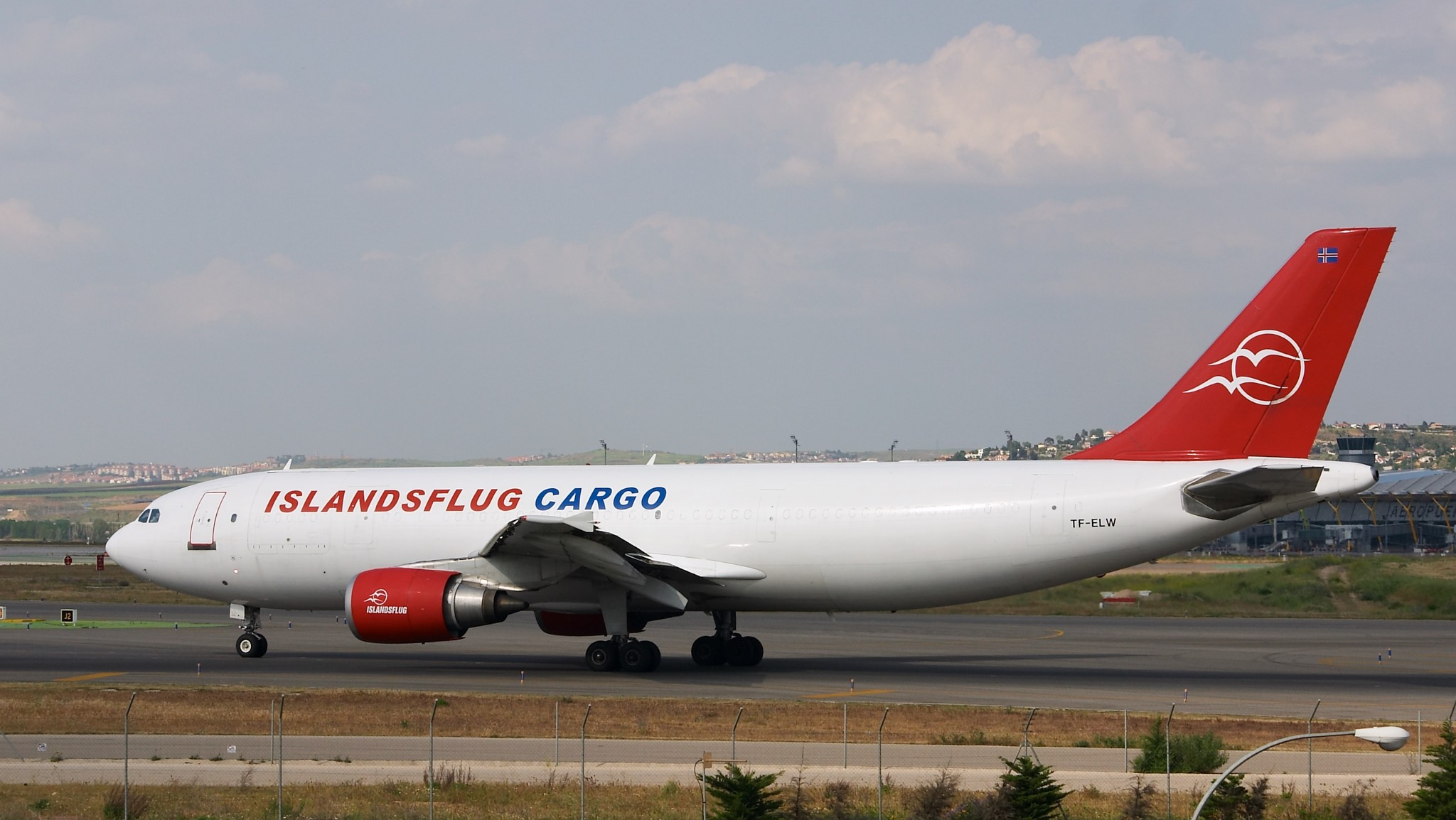
A300C4-605R de Islandsflug Cargo.

### A300B1
Solo se construyeron 2: el primer prototipo y otro ejemplar que fue vendido a una aerolínea. Puede llevar 259 pasajeros con un peso máximo en despegue de 132 toneladas. Está impulsado por 2 motores General Electric CF6-50.

### A300B2
La primera versión de producción, 2,65 m más largo que el A300B1. Realizó su primer vuelo el 28 de junio de 1973 y entró en operación comercial el 23 de mayo de 1974 con Air France en la ruta París - Londres.

### A300B4
Similar al B2, pero el peso máximo al despegue se ha incrementado hasta las 157 toneladas. La producción del B2 y el B4 juntos fue de 248 ejemplares.

### A300FFCC
El primer avión que solo necesita 2 tripulantes. Entró en servicio con Garuda Indonesia y Varig.

### A300B10 (A310)
Versión acortada con nuevas alas, cola más pequeña y cabina de vuelo para 2 tripulantes. Existe una versión militar como avión cisterna para reabastecimiento en vuelo. Se han producido 210 ejemplares de esta versión.

### A300-600
La versión actual entró en servicio en 1988, tiene la misma longitud que el B2 y el B4, pero con más espacio interior porque usa la cola y el fuselaje trasero del A310. Posee motores más potentes (General Electric CF6-80 o Pratt & Whitney PW4000), y está disponible en versión de pasajeros y de carga. Este es el modelo base para el Airbus Beluga o A300-600ST. Se han fabricado 300 ejemplares.

## Operadores

### Operadores civiles
En junio de 2020 existian 211 aeronaves operativas. En 2024, se redujo a 185, operadas por las siguientes aerolíneas:
1. FedEx Express: 65[5]
2. UPS Airlines: 52[6]
3. EAT Leipzig: 24[7]
4. Air Hong Kong: 6[8]
5. MNG Airlines: 5[9]
6. Iran Air: 5[10]
7. ASL Airlines Ireland: 5[11]
8. Airbus: 4[12]
9. Iran Airtour: 4[13]
10. Moalem Aviation: 3[14]
11. Aerostan: 2[15]
12. Qeshm Air: 2[16]
13. Solinair: 2[17]
14. Meraj Airlines: 2[18]
15. Aerounion: 1[19]
16. Mahan Air: 1[20]
17. Easy Charter: 1[21]
18. San Marino Executive Aviation: 1[22]

### Operadores gubernamentales
1. Gobierno de Irak: 1

### Antiguos operadores

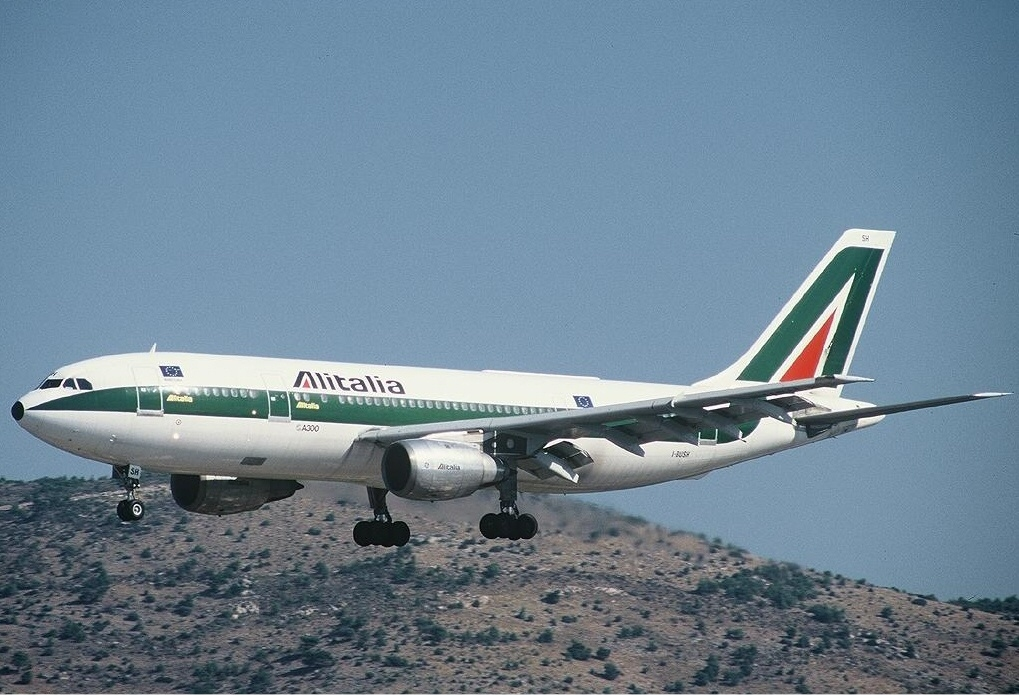
A300 de Alitalia

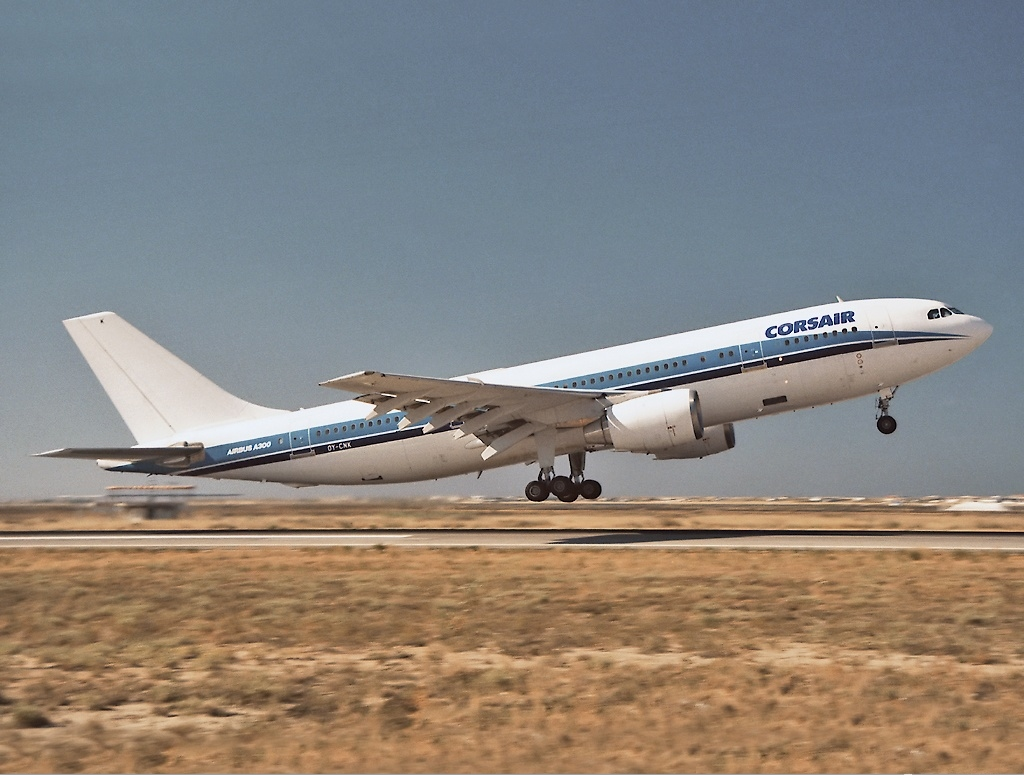
A300 de Corsairfly

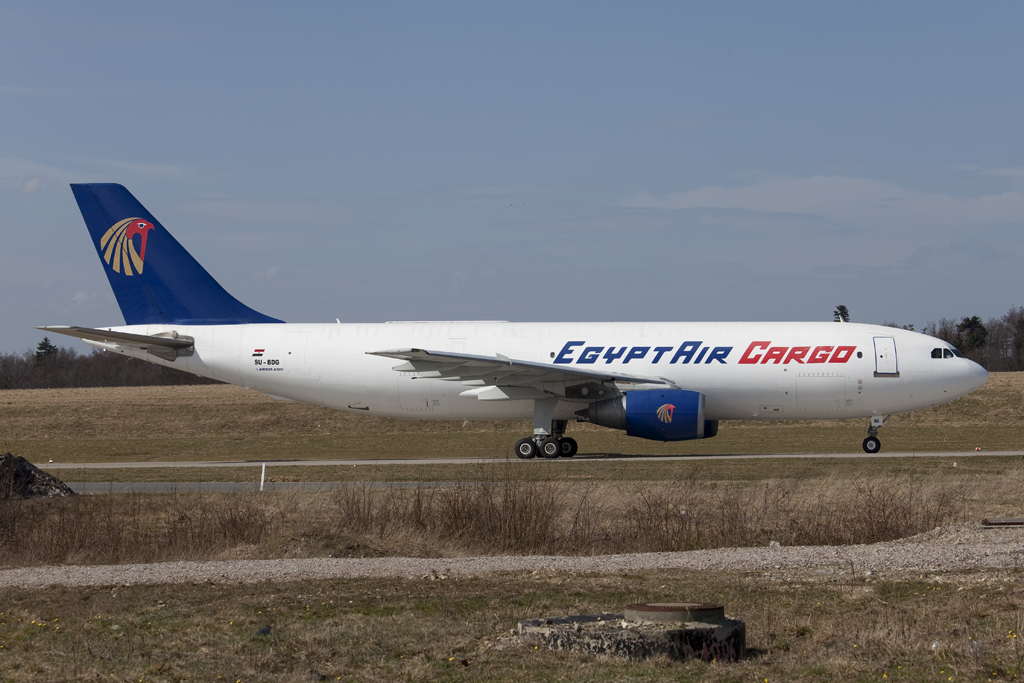
A300F de EgyptAir Cargo

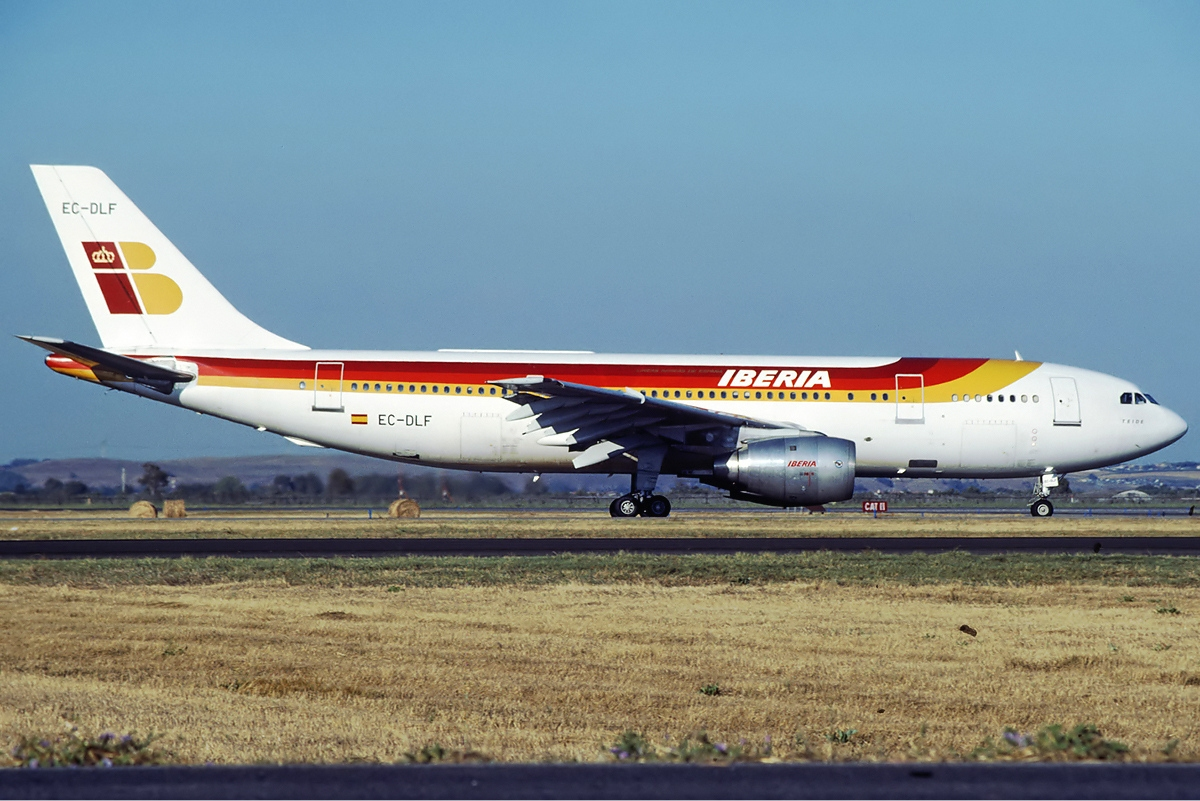
A300 de Iberia

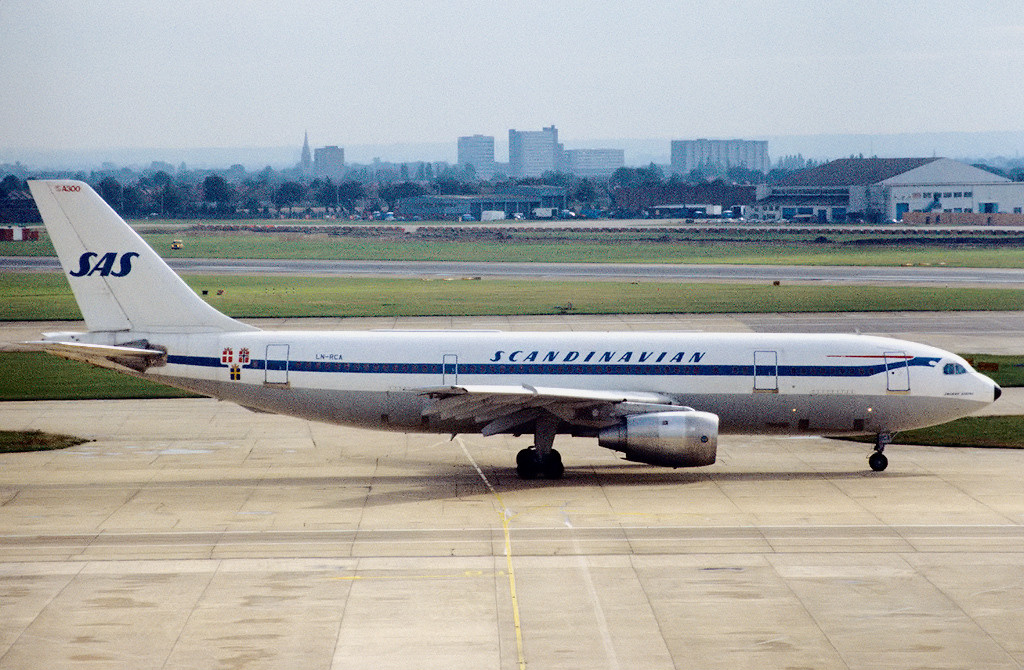
A300B4-120 de Scandinavian Airlines en el aeropuerto de Heathrow

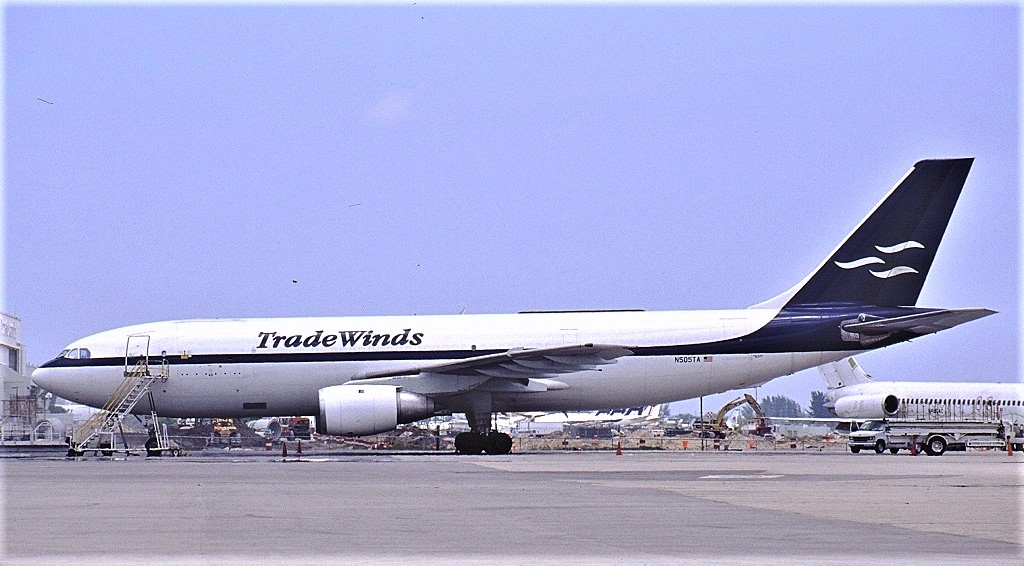
A300B4-203F de Tradewinds Airlines

#### África
Argelia
- Air Algérie (3)[23]

 Egipto
- EgyptAir (25)[24]
- EgyptAir Cargo (4)[25]
- AMC Airlines (1)[26]

 Guinea Ecuatorial
- CEIBA Intercontinental (1)[27]

 Libia
- Libyan Airways (2)[28]
- Global Air Transport (1)[29]

 Seychelles
- Air Seychelles (1)[30]

 Sudáfrica
- South African Airways (9)[31]

 Sudán
- Sudan Airways (11)[32]

 Túnez
- Tunisair (7)[33]

#### América
Bolivia
- Lloyd Aéreo Boliviano (1)[34]

 Colombia
- Aerocondor Colombia (1)[35]

 Estados Unidos
- American Airlines (35)[36]

 Perú
- Faucett Perú (4)[37]

 Venezuela
- VIASA (4)[38]

#### Asia
Afganistán
- Ariana Afghan Airlines (3)[39]

 Arabia Saudita
- Saudia (37)[40]

 Catar
- Qatar Airways (12)[41]

 Corea del Sur
- Korean Air (40)[42]

 China
- China Eastern Airlines (13)[43]
- Air Macau (8)[44]
- China Southern Airlines (6)[45]

 Emiratos Árabes Unidos
- Emirates (7)[46]
- Etihad Airways (3)[47]

 India
- Air India (5)[48]

 Indonesia
- Garuda Indonesia (22)[49]

 Irán
- Saha Air Lines (2)[50]

 Irak
- Iraqi Airways (1)[51]

 Japón
- Japan Airlines (22)[52]

 Kuwait
- Kuwait Airways (11)[53]

 Líbano
- Middle East Airlines (2)[54]

 Malasia
- Malaysia Airlines (6)[55]

 Omán
- Oman Air (1)[56]

 Pakistán
- Pakistan International Airlines (13)[57]

 República de China
- China Airlines (20)[58]

 Rusia
- UTair (5)

 Singapur
- Singapore Airlines (8)[59]

 Siria
- Syrian Air (1)[60]

 Sri Lanka
- Srilankan Airlines (1)[61]

 Tailandia
- Thai Airways (35)[62]

 Uzbekistán
- Uzbekistan Airways (2)[63]

 Vietnam
- Vietnam Airlines (2)[64]

#### Europa
Alemania
- Lufthansa (26)[65]
- Condor Flugdienst (9)[66]

 España
- Cygnus Air (1)[67]
- Iberia (9)[68]
- Swiftair (1)[69]

 Francia
- Air France (26)[70]
- Corsairfly (1)[71]

 Islandia
- Air Atlanta Icelandic (8)[72]

 Países Bajos
- Transavia (1)[73]

 Suecia
- Scandinavian Airlines System (4)[74]

 Turquía
- Onur Air (15)[75]
- ACT Airlines (9)[76]
- ULS Airlines Cargo (3)[77]
- Pegasus Airlines (2)[78]
- Turkish Airlines (2)[79]

 Italia
- Alitalia (14)[80]

 Rusia
- Aeroflot (18)

#### Oceanía
Australia
- Qantas (4)[81]

 Papúa Nueva Guinea
- Air Niugini (1)[82]

## Entregas
|          | Total | 2007 | 2006 | 2005 | 2004 | 2003 | 2002 | 2001 | 2000 | 1999 | 1998 | 1997 | 1996 | 1995 | 1994 | 1993 | 1992 | 1991 |
| -------- | ----- | ---- | ---- | ---- | ---- | ---- | ---- | ---- | ---- | ---- | ---- | ---- | ---- | ---- | ---- | ---- | ---- | ---- |
| Entregas | 561   | 6    | 9    | 9    | 12   | 8    | 9    | 11   | 8    | 8    | 13   | 6    | 14   | 17   | 23   | 22   | 22   | 25   |

|          | 1990 | 1989 | 1988 | 1987 | 1986 | 1985 | 1984 | 1983 | 1982 | 1981 | 1980 | 1979 | 1978 | 1977 | 1976 | 1975 | 1974 |
| -------- | ---- | ---- | ---- | ---- | ---- | ---- | ---- | ---- | ---- | ---- | ---- | ---- | ---- | ---- | ---- | ---- | ---- |
| Entregas | 19   | 24   | 17   | 11   | 10   | 16   | 19   | 19   | 46   | 38   | 39   | 26   | 15   | 15   | 13   | 8    | 4    |

Información hasta finales de diciembre de 2007.

## Accidentes e incidentes
He aquí algunos accidentes e incidentes de todos los modelos del Airbus A300:
- El 3 de julio de 1988 el vuelo 655 de Iran Air, casi al final de la guerra entre Irán e Irak, fue derribado justo al sur de la isla de Qeshm por el crucero lanzamisiles estadounidense USS Vincennes (CG-49), matando a sus 290 ocupantes.

- El 29 de septiembre de 1992 el vuelo 268 de PIA fue un vuelo entre Karachi y Katmandú llevado a cabo en un Airbus A300B4-203 con registro AP-BCP que se estrelló en su aproximación al Aeropuerto Internacional de Katmandú. En el hecho murieron los 167 ocupantes de la aeronave.

- El 26 de abril de 1994 el vuelo 140 de China Airlines se estrella justo antes de aterrizar en el Aeropuerto Internacional de Nagoya matando a 264 de sus 271 pasajeros.

- El 26 de septiembre de 1997 el vuelo 152 de Garuda Indonesia se estrella contra unos bosques montañosos en su aproximación al aeropuerto. Como consecuencia, termina con la vida de sus 234 pasajeros. Es el peor accidente aéreo de en la historia de la aviación en Indonesia.

- El 7 de febrero de 1998 el vuelo 676 de China Airlines se estrelló en una zona residencial en la carretera en Taoyuan cerca del Aeropuerto Internacional de Taiwán Taoyuan, Taiwán,

- El 12 de noviembre de 2001 el vuelo 587 de American Airlines se estrella en el área de Queens, Ciudad de Nueva York, a un minuto de haber despegado, acabando con la vida de todos sus 260 ocupantes, matando a 5 personas en tierra e hiriendo gravemente a una.

- El 22 de noviembre de 2003 un Airbus A300B4 de carga operado por DHL fue golpeado en la punta del ala izquierda por un misil tierra-aire mientras despegaba de Bagdad, Irak a Al Muharraq, Baréin provocando un daño en el sistema hidráulico y un incendio en la ala afectada, por fortuna el avión pudo volver a aterrizar en Bagdad y todos a bordo sobrevivieron.[84]

- El 13 de abril del 2010 el vuelo 302 de AeroUnión sufrió un accidente en su aproximación final al Aeropuerto Internacional de Monterrey cerca de las 23:20 horas (hora local), fallecieron los 5 tripulantes a bordo y dos personas en tierra.

- El 14 de agosto de 2013 un Airbus A300-600 carguero que operaba el vuelo 1354 de UPS Airlines, se estrelló y estalló en llamas cerca de la pista de aterrizaje durante la aproximación al aeropuerto internacional de Birmingham-Shuttlesworth, en Alabama, Estados Unidos. Sus dos tripulantes murieron.

- El 26 de noviembre de 2020 un Airbus A300-600 carguero de la aerolínea EAT Leipzig, que opera para la empresa de mensajería alemana DHL, realizó un aborto de despegue de alta energía en el Aeropuerto de Bruselas, generando daño en los neumáticos. En el incidente no resultaron personas heridas.

## Especificaciones

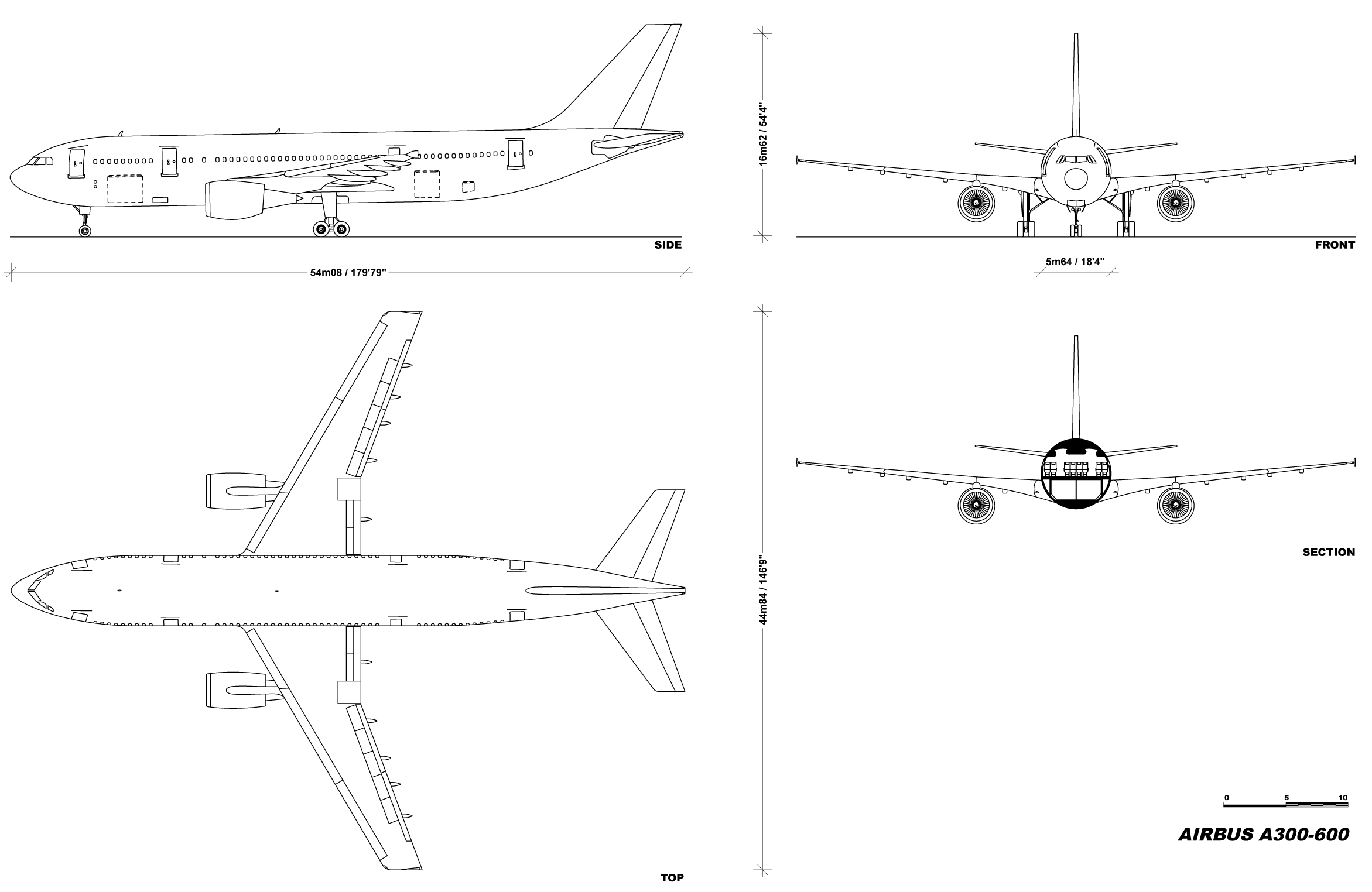
Geometría descriptiva del Airbus A300B6.

| Medidas                               | A300B4                               | A300-600R                          | A300-600F (Freighter, carguero)    |
| ------------------------------------- | ------------------------------------ | ---------------------------------- | ---------------------------------- |
| Pasajeros (2 clases)                  | 266                                  | 266                                | -                                  |
| Longitud                              | 54.08 m                              | 54.08 m                            | 54.08 m                            |
| Envergadura                           | 44,85 m                              | 44,85 m                            | 44,85 m                            |
| Área o superficie alar                | 260 m²                               | 260 m²                             | 260 m²                             |
| Altura                                | 16,62 m                              | 16,62 m                            | 16,62 m                            |
| Ancho de la cabina (interno)          | 5,28 m                               | 5,28 m                             | 5,28 m                             |
| Diámetro del fuselaje                 | 5,64 m                               | 5,64 m                             | 5,64 m                             |
| Peso vacío                            | 90 060 kg                            |                                    | 81 900 kg                          |
| Peso máximo al despegue               | 165 000 kg                           |                                    | 170 500 kg                         |
| Carrera de despegue                   | N/D                                  | 2.325 m                            | 2.325 m                            |
| Velocidad crucero                     | Mach 0,78                            | Mach 0,78                          | Mach 0,78                          |
| Velocidad máxima                      | Mach 0,86                            | Mach 0,86                          | Mach 0,86                          |
| Alcance (con carga máxima)            | 6670 km o 3600 nmi                   |                                    | 2950 mn                            |
| Capacidad máxima de combustible       | 62 900 litros                        | 68 150 litros                      | 68 150 litros                      |
| Motores                               | General Electric CF6-50C2 o JT9D-59A | General Electric CF6-80C2 o PW4158 | General Electric CF6-80C2 o PW4158 |
| Tripulación en la cabina (del piloto) | 3                                    | 2                                  | 2                                  |

### Plantas motrices
| Modelo      | Fecha | Motor                              |
| ----------- | ----- | ---------------------------------- |
| A300B2-1A   | 1974  | General Electric CF6-50A           |
| A300B2-1C   | 1975  | General Electric CF6-50C           |
| A300B2K-3C  | 1976  | General Electric CF6-50CR          |
| A300B4-2C   | 1976  | General Electric CF6-50C           |
| A300B4-103  | 1979  | General Electric CF6-50C2          |
| A300B4-120  | 1979  | Pratt & Whitney JT9D-59A           |
| A300B2-203  | 1980  | General Electric CF6-50C2          |
| A300B4-203  | 1981  | General Electric CF6-50C2          |
| A300B4-220  | 1981  | Pratt & Whitney JT9D-59A           |
| A300B4-601  | 1988  | General Electric CF6-80C2A1        |
| A300B4-603  | 1988  | General Electric CF6-80C2A3        |
| A300B4-620  | 1983  | Pratt & Whitney JT9D-7R4H1         |
| A300B4-622  | 2003  | Pratt & Whitney PW4158             |
| A300B4-605R | 1988  | General Electric CF6-80C2A5        |
| A300B4-622R | 1991  | Pratt & Whitney PW4158             |
| A300F4-605R | 1994  | General Electric CF6-80C2A5 o 2A5F |
| A300F4-622R | 2000  | Pratt & Whitney PW4158             |
| A300C4-605R | 2002  | General Electric CF6-80C2A5        |

### Desarrollos relacionados
- Airbus A310
- Airbus A330
- Airbus A340
- Airbus Beluga

### Aeronaves similares
- Boeing 767
- Ilyushin Il-86
- Lockheed L-1011
- McDonnell Douglas DC-10

### Secuencias de designación
- Aviones civiles de Airbus: A220 · A300 · A300-600ST · A310 · A318 · A319 · A320 · A321 · A330 · A330-700L · A340 · A350 · A380